# 羽田別荘
羽田別荘（はだべっそう）は広島市中区舟入町にある料亭。

## 概要
1900年（明治33年）に実業家の羽田謙次郎により創業。近隣の田畑や名園として知られた万花園を次々と買収し規模を拡大した。一時期は庭園内に小規模な動物園を併設し、家族連れで賑わった。この小動物園は1929年に閉鎖されたが、飼育されていた動物は熊本の水前寺動物園（現・熊本市動植物園）の開園に合わせて引き取られた。
料亭だけでなく、様々な事業を展開した。広島湾内の複数の島を購入し、弁天島には海水浴場を開設するなど、リゾート開発を行った。広島駅では駅弁の製造販売、食堂事業を行った。このうち弁当部は1943年に広島駅弁当へ戦時統合されている。
太平洋戦争時、羽田別荘の建物は西部軍司令官官舎として使われていたが、1945年8月6日の原爆投下により壊滅した。1948年（昭和23年）に占領軍の接待施設として広間を再建して以降、徐々に再興し現在に至る。
2016年4月11日、G7広島外相会合の昼食会場として利用されている。

## 羽田歌劇
謙次郎は芸能にも力を入れた。少女歌劇がブームとなっていたこともあり、宝塚歌劇団を参考にして1918年（大正7年）に羽田別荘少女歌劇団を結成した。羽田歌劇（はだかげき）の通称で親しまれ、最盛期には50人を超える団員がいた。広島だけでなく、東京や大阪、台湾や満州でも公演を行ったという。時局により1941年に解散。
当時の資料は多くは残されていないが、歌劇団に所属していた女性から、2015年に写真200枚余りが羽田別荘へ寄贈されている。

## リンク
- 料亭 羽田別荘